# Czarevna

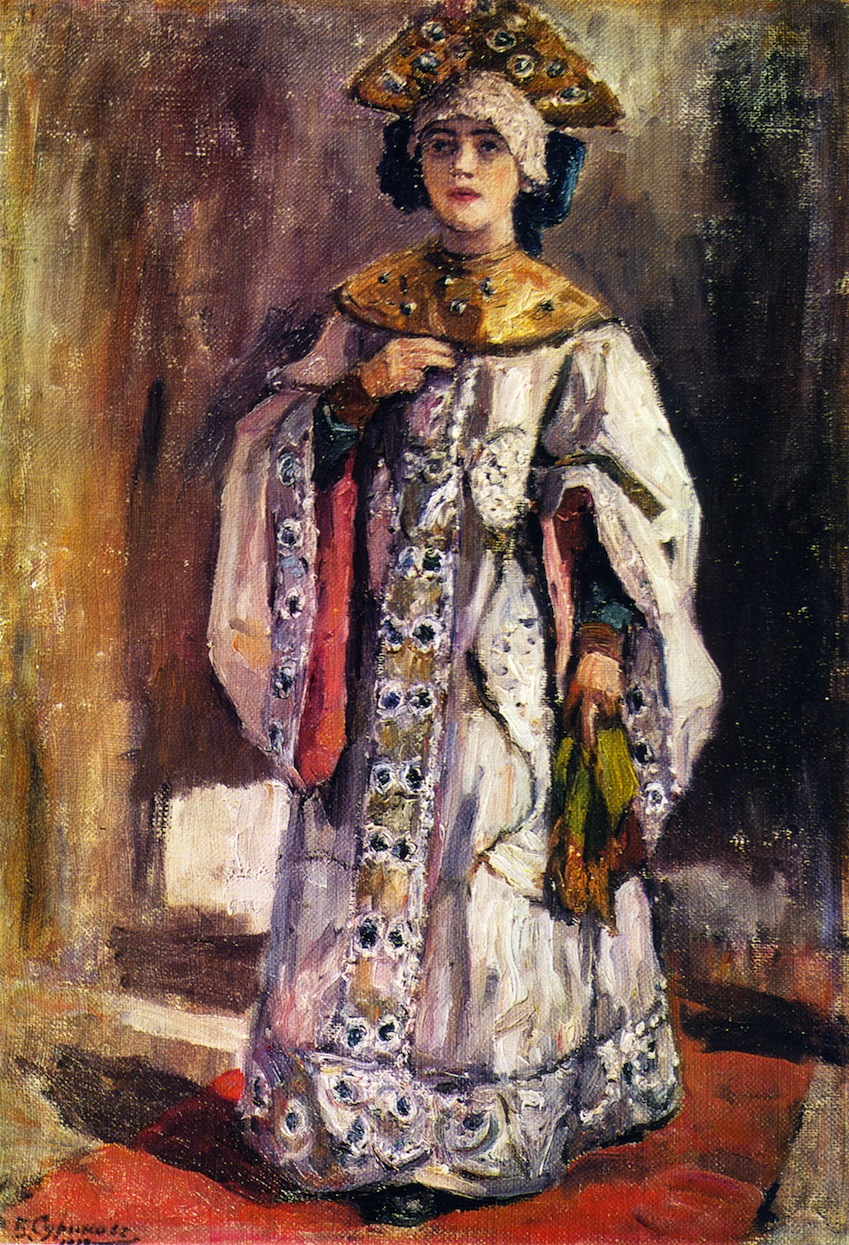
Uma czarevna. Pintura de Vasily Surikov, século XIX

Czarevna ou Tsarevna (Cirílico: Царевна) era filha de um czar da Rússia antes do século XVIII. O nome significa filha de um czar ou esposa de um czareviche.
Todas elas eram solteiras e cresciam em conventos ou no Palácio Terem, com exceção das filhas de Ivan V. Notavelmente, a filha de Ivan V, Catarina, casou-se com o duque Carlos Leopoldo de Meclemburgo-Schwerin.